# Serafim da Silva Neto
Serafim Pereira da Silva Neto (Ilha do Governador, 6 de juny de 1917 - Rio de Janeiro, 23 de setembre de 1960) fou un romanista, lusitanista i filòleg clàssic brasiler.
Serafim da Silva Neto es va formar de manera autodidacta i va publicar el seu primer treball als 19 anys (les Fontes do Latim Vulgar). Va ser professor d'ensenyament secundari a Niterói i professor a l'Instituto Superior de Educação do Rio de Janeiro. El 1942 fou cofundador de la Pontifícia Universitat Catòlica de Rio de Janeiro on fou professor de romanística. Va esdevenir ajudant de la càtedra de llatí de la Faculdade de Filosofia amb Ernesto Faria (Rio de Janeiro, 1906–1962; era titular de la càtedra des de 1946) i va succeir Augusto Magne el 1957 després de la seva jubilació a la Universidade Federal do Rio de Janeiro. Durant els dos últims anys de la seva vida també va ensenyar com a professor visitant a Lisboa. Va morir als 43 anys a causa de problemes cardíacs.
Segons Albino de Bem Veiga (v. "Estudos filológicos", Leodegário A. de Azevedo Filho (ed.)), les línies de recerca principals de Da Silva Neto són tres: 1) el llatí vulgar, 2) la filologia portuguesa, amb edicions de textos i altres estudis, i finalment 3) el portuguès del Brasil i la dialectologia.
Silva Neto va ser membre fundador de l'Academia Brasileira de Filologia l'any 1944, i editor fundador de la Revista Brasileira de Filologia des de 1955 (amb Eugen Coseriu com a primer col·laborador).
Silva Neto va ser doctor honoris causa de la Universitat de Lisboa (1960).

## Obra
- Capítulos de história da língua portuguesa no Brasil, Rio de Janeiro 1937
- Fontes do latim vulgar. O Appendix Probi, Rio de Janeiro 1938, 1956
- Divergência e convergência na evolução fonética, Niterói 1940
- Miscelânea filológica, Niterói 1940
- A Formação do Latim Corrente, Petrópolis 1941
- Que é Latim vulgar? Petrópolis 1941
- Manual de Gramática Histórica Portuguesa, São Paulo 1942
- Rumos Filológicos, Rio de Janeiro 1942
- Rusgas Filológicas, Rio de Janeiro 1942
- Crítica Serena, Rio de Janeiro 1943
- Pontos de Literatura, São Paulo 1945
- Diferenciação e Unificação do Português no Brasil, Rio de Janeiro 1946
- Capítulos de História da Língua Portuguesa no Brasil, Rio de Janeiro 1946
- Introdução ao Estudo da Língua Portuguesa no Brasil, Rio de Janeiro 1950
  - Introdução ao Estudo da Filologia Portuguesa, São Paulo 1956
- Conceito e Método da Filologia, Rio de Janeiro 1952
- Manual de Filologia Portuguesa. História. Problemas. Métodos, Rio de Janeiro 1952, 1957
- Guia para estudos dialectológicos, Florianópolis 1955
- Ensaios de Filologia Portuguesa, São Paulo 1956
- Textos Medievais Portugueses e seus Problemas, Rio de Janeiro 1956
- História da Língua Portuguesa, Rio de Janeiro 1957, 1970 (1er fascicle 1952)
- História do Latim Vulgar, Rio de Janeiro 1957
- A Língua Portuguesa no Brasil, Rio de Janeiro 1960
- Língua, Cultura e Civilização. Estudos de filologia portuguêsa, Rio de Janeiro 1960

### Edició de textos
- (Ed.) A Santa Vida e Religiosa Conversão de Frei Pedro, Rio de Janeiro 1947
- (Ed.) Diálogos de São Gregório, Coimbra 1950
- (Ed.) Bíblia Medieval Portuguesa I. História d’abreviado Testamento Velho, segundo o Meestre das Historias Scolasticas, Rio de Janeiro 1958